# Бартломей Бонк
Бартломей Войцех Бонк  (пол. Bartłomiej Wojciech Bonk, 11 жовтня 1984) — польський важкоатлет, олімпійський медаліст.

## Виступи на Олімпіадах
| Олімпіада   | Вагова категорія | Місце  |
| ----------- | ---------------- | ------ |
| Пекін 2008  | середня важка    | участь |
| Лондон 2012 | 105 кг           | 3      |